# Mechelse koekoek

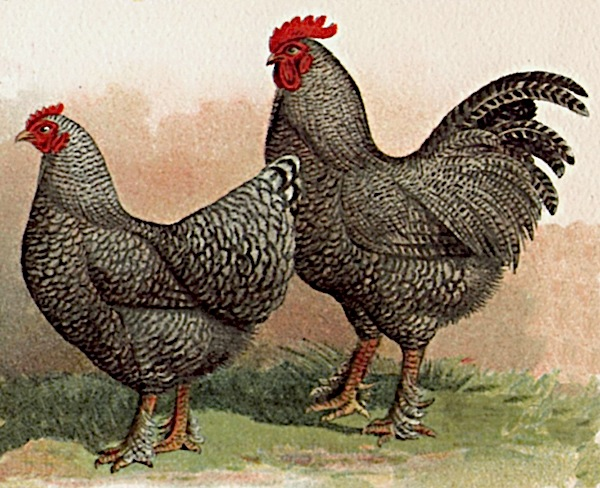
Mechelse koekoek

De Mechelse koekoek is een kippenras, regionaal gebonden aan de omgeving van de Vlaamse stad Mechelen. Ook komt de naam Mechels hoen voor: koekoek is eigenlijk de aanduiding voor de kleurslag, het patroon en de kleuren van het verenkleed.

## Geschiedenis
De geschiedenis van dit ras is er een van vallen en opstaan. Maar één ding is zeker: dit ras heeft een enorme bloeiperiode gekend. In de streek tussen Dendermonde en Mechelen werd in de eerste helft van de negentiende eeuw een koekoekkleurig landhoen gefokt met witte onbevederde loopbenen, de Vlaanderse koekoek. Deze streek was gekend voor de fok van vleeshoenders. Om met het bestaande landhoen tot een dikke, malse en smakelijke braadkip te komen, diende men zijn toevlucht te nemen tot het 'kapoenen', het castreren van de hanen. Vanaf 1850 werden er in België, door de Antwerpse zoo, Brahma's ingevoerd. Via de zoo kwamen deze reuzenkippen met bevederde voeten terecht bij slachtkuikenfokkers. Daar werden ze op grote schaal met de bestaande landhoenders gekruist. Later werden ook nog andere Aziatische rassen ingekruist en zo werd de kwalitatief beste vleeskip aller tijden gecreëerd: het Mechels hoen.
In het dorp Schriek, ten oosten van Mechelen, waren in het begin van de jaren 1900, 50 professionele broedmachines actief voor het uitbroeden van eieren van de Mechelse koekoek (ca. 2% van alle toenmalige inwoners). Dokter Florent Vermylen (1863-1926) introduceerde de broedkast in Schriek om deze kip op grote schaal te kweken. Er was dan ook een belangrijke kippen- en veemarkt in Schriek voor de verkoop van de jonge kippen. Opkopers kochten deze op en mestten ze drie weken vet in Merchtem en de omliggende regio.
Dankzij de zeer goede vleeseigenschappen veroverden deze dieren tegen het einde van de negentiende eeuw de Belgische markt. Daarna volgde ook het buitenland. Het afmesten van het Mechelse hoen gebeurde in 'epinettes', een soort houten kooien waarin de kippen een brij te eten kregen op basis van boekweit en afgeroomde melk. Na de oorlog zorgde vooral de kuikenziekte Salmonella pullorum ervoor dat 80 procent van de kuikens bezweek. Dit betekende bijna de doodsteek voor het ras. Hoewel de fokkerij zich vandaag de dag hoofdzakelijk afspeelt bij liefhebbers, vierde de Mechelse koekoek recent zijn comeback als bedrijfshoen en dit voor de productie van een stukje exclusief kippenvlees.
De naam van de Mechelse koekoek is niet zozeer afkomstig van de regio waar deze gekweekt worden, maar eerder waar de kippen hun afzetmarkt kenden. Vooral bij de welgestelde inwoners van de steden Mechelen en Brussel kwamen deze vleesrijke kippen op tafel. Vandaar ook dat soms de naam Brusselse kip gebruikt werd.

## Rasbeschrijving
De dieren hebben een goed breed ontwikkelde kop. De snavel is redelijk klein in vergelijking met de kop en is sterk wit van kleur. De ogen zijn rood-oranje. De kam is rechtopstaand, rood met 4 tot 6 uitstekende kamtanden. De kinlellen zijn rood, langwerpig en middelgroot.
De staart wordt zo goed als horizontaal met de ruglijn meegedragen. De vleugels zijn vrij klein en worden horizontaal en dicht tegen het lichaam gedragen.
De bevedering is eerder donsachtig en zorgt voor een goede isolatie. Typisch voor de Mechelse Koekoek is de bevedering op de poten en tenen. De buitentenen zijn vol bevederd en op de andere staan een paar stoppels.
De Mechelse koekoek is erkend in:
- koekoekkleur,
- koekoek goudhalzig,
- zilverkoekoek,
- wit,
- blauw,
- Columbia.

De koekoekkleur (zwart met wit-grijsachtige banden) komt het meeste voor en de dieren in deze kleur zijn meestal het best van kwaliteit. Regelmatig worden gewone legkippen met de kleurslag koekoek (zwart-wit) verkocht als Mechelse Koekoek.
De kippen hebben van nature een rustige aard en zijn zeer makkelijk handtam te maken.
Een volwassen haan weegt meer dan 5 kg, een hen weegt 3,5 tot 4,5 kg. Het vlees is een bekend streekproduct. Het vlees is fijn van vezel, mals en sappig. Bovendien is het zeer vetarm.
Een hen legt 140 tot 160 eieren per jaar waardoor het ook gehouden kan worden als legkip.
Aangezien een Mechelse koekoek een slechte vlieger is, kan ze vrij geteeld worden in buitenlucht met een omheining van 120 cm. De dieren hebben baat bij voldoende zonlicht.